# Yellow pixoliñas
Yellow Pixoliñas est un groupe musical de rock espagnol, originaire de Monforte de Lemos (Province de Lugo), en Galice.

## Biographie
Le groupe est formé en 1987 par Tico, Ton, Tito, Xabier et Juan. Juan abandonne le groupe et est remplacé dans un premier temps par un soliste Manolo. Ce dernier reste peu de temps dans le groupe pour des raisons de santé. Il est remplacé par Franki en 1990. Un an plus tard, Thierry rejoint le groupe pour le clavier donnant ainsi plus de liberté à Tico, et ainsi est close la formation définitive de Yellow Pixoliñas. La collaboration du groupe au programme de la télévision de Galice (TVG) Xabarín club élargit leur public. 
En 1994, le groupe publie son dernier album, Lacon Lover,. Le groupe se dissous à la fin des années 1990. 
Le groupe se reforme en 2017 pour un concert après 25 ans d'absence.

## Influences
Avec des influences du punk anglais et du ska, entre autres styles, le groupe écrit ses textes en galicien, et utilise toutefois le castillan et l'anglais. Caractérisés par ce qui est appelé par la suite le rock bravú ou agro-rock pour définir une série de groupes, comme Os Resentidos de Antón Reixa, Los Berrones, Os Diplomáticos de Monte-Alto ou Heredeiros da Crus, majoritairement d'origine galicienne ou asturienne, qui ont comme caractéristiques communes  des textes combattifs et un humour spécifique du monde rural. Par la suite, le groupe décide de se démarquer de ce courant, car selon les membres du groupe le courant Bravú est trop politisé. 

## Discographie
- 1992 : Galician People Speak Galego
- 1994 : Lacon Lover
- 1996 : Non pises a herba!

## Membres
- Tico - voix
- Thierry - claviers
- Franki - guitare
- Ton - guitare
- Tito - basse
- Xabier - batterie